# 15-cm-Schnelladekanone C/28 in Mörserlafette
Die 15-cm SK C/28 in Mörserlafette war eine Kanone der deutschen Wehrmacht im Zweiten Weltkrieg.

## Geschichte
1941 wurden acht Stück 15-cm-SK C/28 (SK = Schnellladekanone) der deutschen Kriegsmarine auf überzählige Lafetten des 21-cm-Mörser 18 des Heeres gesetzt, um sie kurzfristig für den bevorstehenden Angriff auf die Sowjetunion feldverwendungsfähig zu machen. In der Literatur sind die Geschütze auch als „15-cm-Schiffskanone C/28 in Mörserlafette“ bekannt.
Die Kanone wurde im motorisierten Zug in zwei Lasten (Rohrwagen und Lafette) gefahren und durch die Schwere Artillerieabteilung 620 eingesetzt.